# 121P/Shoemaker-Holt
121P/Shoemaker-Holt 2, komet Jupiterove obitelji.